# قرار مجلس الأمن التابع للأمم المتحدة رقم 298
قرار مجلس الأمن التابع للأمم المتحدة رقم 298، الصادر في 25 سبتمبر 1971، بعد التذكير بالقرارات السابقة حول الموضوع، ورسالة من ممثل الأردن، وتقارير الأمين العام، وبيانات الأطراف المعنية، استنكر المجلس عدم احترامإسرائيل القرارات السابقة بشأن الإجراءات التي تتخذها إسرائيل للتأثير على وضع القدس.
وأكد المجلس أن جميع الإجراءات التشريعية والإدارية التي اتخذتها إسرائيل لتغيير وضع القدس بهدف دمج القسم المحتل هي باطلة تمامًا ولا يمكنها تغيير هذا الوضع. وطالب المجلس إسرائيل بإلغاء جميع الإجراءات السابقة وعدم اتخاذ أي خطوات أخرى في محاولة لتغيير وضع المدينة، وطلب من الأمين العام رفع تقرير إلى المجلس خلال 60 يومًا عن تنفيذ القرار.
اعتُمد القرار بأغلبية 14 صوتاً، بينما امتنعت الجمهورية العربية السورية عن التصويت. كما كان القرار هو الأخير الذي أثر على إسرائيل والذي شاركت فيه جمهورية الصين (تايوان)، وحلت جمهورية الصين الشعبية مكانها بعد ذلك.